# 殺人者たち
『殺人者たち』（さつじんしゃたち、原題：The Killers）は、1964年に公開されたドン・シーゲル監督作のアメリカ映画。アーネスト・ヘミングウェイの短編小説「殺人者」の短いプロットを基に大きくシナリオを膨らませ、1946年にロバート・シオドマク監督で製作されたフィルム・ノワール「殺人者」のリメイクである。
本作はもともとテレビ映画として製作されたが、NBCがテレビ映画としては暴力的すぎると判断し、ユニバーサル・ピクチャーズによって劇場公開されることになった経緯がある。実際に、1960年代中期の水準としては苛烈な暴力描写が頻出し、ドン・シーゲルのキャリアの中期以降の作風を決定づけた作品の一つである。

## ストーリー
プロットは「過去を抱えた男が、逃げも抵抗もせずに暗殺者の手で殺されることを選んだ」というヘミングウェイの短編を元に、男の過去を追い、さまざまな証言による過去のフラッシュバックを挿入して明らかにしていく、という設定に膨らませたシオドマク版を大筋で踏襲しているが、シオドマク版では調査に当たる狂言回し役のキャラクターを保険会社の調査員としたのに対し、本作では「男を殺した殺し屋たち自身が、儲け話のネタと見て男の調査に乗り出す」という意表を突いた改変を採り、結果暴力的なシークエンスが大いに増大した。
殺し屋コンビに扮した、寡黙で冷酷なリー・マーヴィンと幼児的な残虐性を持つクルー・ギャラガーは全編にわたって凶悪さをさらけ出す。彼らが盲学校における冒頭の殺人シーンで、盲目の受付女性に容赦なく暴力を振るう描写により端的に印象付けた演出はシーゲルの面目躍如たるもので、二人が男の過去を知る者たちを次々に尋ね、しばしば暴力をもって証言を暴き出そうとする行動も強烈なものである。ジョン・カサヴェテス扮する殺された男の職業はシオドマク版でバート・ランカスターが演じたボクサーから、レース界を追われた元カーレーサーに換骨奪胎され、回想シークエンスで描かれる犯罪シーンなども、それに応じた設定に変えられている。
公開時、リー・マーヴィンは一番好きな映画だと発言した。のちにアメリカ合衆国大統領となるロナルド・レーガンの俳優としてのキャリア末期に当たる出演作であり、また俳優出身だが映画監督としても才能を発揮し始めていたジョン・カサヴェテスの俳優としての代表作でもある。

## キャスト
| 役名                   | 俳優                   | 日本語吹替                                                   |
| 役名                   | 俳優                   | フジテレビ版                                                 |
| ---------------------- | ---------------------- | ------------------------------------------------------------ |
| チャーリー・ストロム   | リー・マーヴィン       | 小林清志                                                     |
| シーラ・ファー         | アンジー・ディキンソン | 二階堂有希子                                                 |
| ジョーニー・ノース     | ジョン・カサヴェテス   | 金内吉男                                                     |
| リー                   | クルー・ギャラガー     | 前田昌明                                                     |
| ジャック・ブローニング | ロナルド・レーガン     | 久米明                                                       |
| アール・シルベスター   | クロード・エイキンス   | 雨森雅司                                                     |
| ミッキー・ファーマー   | ノーマン・フェル       | 寺島幹夫                                                     |
| 不明 その他            |                        | 篠原大作 小関一 山田俊司 北村弘一 吉田理保子 加藤修 小山まみ |
|                        |                        |                                                              |
| 演出                   | 演出                   | 山田悦司                                                     |
| 翻訳                   | 翻訳                   | 山田実                                                       |
| 効果                   | 効果                   | PAG                                                          |
| 調整                   | 調整                   | 栗林秀年                                                     |
| 制作                   | 制作                   | グロービジョン                                               |
| 解説                   | 解説                   | 高島忠夫                                                     |
| 初回放送               | 初回放送               | 1977年9月16日 『ゴールデン洋画劇場』                         |

## スタッフ
- 監督・製作：ドン・シーゲル
- 脚本：ジーン・L・クーン
- 原案：アーネスト・ヘミングウェイ
- 撮影：リチャード・L・ローリングス
- 編集：リチャード・ベルディング
- 音楽：ジョニー・ウィリアムズ